# Les Années bleues
Les Années fac
Les Années bleues est une série télévisée française en 22 épisodes de 26 minutes, créée par Jean-François Porry et diffusée du 2 février 1998 au 3 mars 1998 sur TF1. La série a été rediffusée sur AB1. La série s'inspire très largement de la série américaine Friends.
Depuis le 1er juin 2017, la série est intégralement disponible sur la chaîne Youtube Génération Sitcoms et depuis mai 2021 sur la plateforme gratuite Pluto TV.

## Synopsis
Suite des Années fac, elle-même suite de Premiers Baisers, cette sitcom met en scène les vies professionnelle et amoureuse de six jeunes gens.

## Distribution
- Virginie Desarnauts : Virginie
- Virginie Théron : Juliette
- Diane Robert : Sarah
- Christophe Rippert : Luc Duval
- Anthony Dupray : Anthony
- Wulfran Quairel : Rodrigue

## Acteurs secondaires
- Benoît Solès : Jean-Marc
- Hervé Jouval : Bertrand, alias Berthe

## Guests
- Ève Peyrieux : Sybille
- Amanda Lear : Martine, la mère de Sarah
- Jean Sarrus : Léon, le réparateur de télé
- Patrick Zard : Francis, le patron de Luc
- Alexandra Lamy : Martine
- Éric Dietrich : Renaud

## Acteurs en guest ayant joué dans les séries précédentes
- Christine Ever : Suzy Ever
- Stéphanie Ever : Suzon Ever
- Paul-Étienne Bonnet : Paul Blanchard
- Aurore Bunel : Sandra

## Épisodes
1. Il n'y a pas que les éléphants qui trompent
2. Le Bout du bout
3. La Faim justifie les moyens
4. Une journée comme les autres
5. Les Tournesols
6. Tony et Roro
7. La Grosse Panne
8. Toute la vérité
9. Chatoune
10. Les Petits Clous
11. Cendrillon, le petit prince et le politicien
12. Le Bon Mariage
13. Dîner virtuel
14. Un enterrement pour deux
15. Sarabande
16. Plan de séduction
17. Valentin, Valentine
18. Une blonde explosive
19. Nuits blanches
20. La Folle Nuit
21. Ivresse
22. Retour imprévu

## Commentaires
Il s'agit d'une série dérivée de la sitcom Les Années fac, qui est elle-même une série dérivée de Premiers Baisers : les personnages de Virginie (Virginie Desarnauts), Luc (Christophe Rippert) et Anthony (Anthony Dupray) apparaissent dans ces trois séries. Les jumelles Suzy et Suzon (alias Christine et Stéphanie Ever), déjà présentes dans les deux premières séries, apparaissent également le temps d'un épisode. D'autres acteurs récurrents de Premiers Baisers et des Années fac, tels que Camille Raymond (Justine) ou Fabien Remblier (Jérôme), étaient censés jouer dans les épisodes suivants, mais la série a été arrêtée avant qu'ils n'en intègrent le casting.
L'ambiance des Années bleues est assez différente des séries précédentes. Bien qu'il s'agisse toujours d'une sitcom, le programme présente des situations plus adultes, et les personnages sont plus matures. De plus, la série repose sur un sujet très similaire à celui de la série américaine Friends : une bande d'amis qui habitent dans un même immeuble, qui se voient tous les jours, qui partagent les peines et joies, et dont certains membres ont eu une vie amoureuse ensemble...
Il semblerait que les téléspectateurs aient été désorientés par ces choix puisque le programme a été interrompu au bout de 22 épisodes, bien qu'officiellement l'audimat n'était pas en cause. D'autres hypothétiques explications à cet échec sont la disparition du couple Justine/Jérôme (couple emblématique des deux séries précédentes), l'absence de liens logiques entre la fin des Années fac et le début des Années Bleues ou le fait que la série a été diffusée après l'arrêt du Club Dorothée (elle n'a donc pas pu bénéficier de la même promotion que les séries précédentes).